# Фрейдков, Борис Матвеевич
Борис Матвеевич Фрейдко́в (1904—1966) — советский оперный певец (бас). Заслуженный артист РСФСР (1939). Лауреат Сталинской премии первой степени (1942).

## Биография
Родился 12 (25) ноября 1904 года в Санкт-Петербурге. В 1927 году окончил ЛГК имени Н. А. Римского-Корсакова (по классу пения С. И. Габеля). В 1927—1952 годах работал на сцене ЛАТОБ имени С. М. Кирова. Вёл концертную деятельность. Обладал красивым голосом, прекрасными актёрскими данными, благородной сценической внешностью.
Участник Великой Отечественной войны
Умер 19 февраля 1966 года. Похоронен в Ленинграде на Серафимовском кладбище.

## Оперные партии
- «Джонни наигрывает» Э. Кшенека — Джонни
- «Борис Годунов» М. П. Мусоргского — Борис Годунов
- «Князь Игорь» А. П. Бородина — Кончак
- «Чародейка» П. И. Чайковского — Мамыров
- «Золото Рейна» Р. Вагнера — Альберих
- «Гугеноты» Дж. Мейербера — Сен-Бри
- «Луиза Миллер» Дж. Верди — Вурм
- «Емельян Пугачёв» М. В. Коваля — Емельян Пугачёв
- «В бурю» Т. Н. Хренникова — Сторожев

## Награды и премии
- Сталинская премия первой степени (1942) — за исполнение партии Мамырова в оперном спектакле «Чародейка» П. И. Чайковского (1941)[3]
- заслуженный артист РСФСР (1939)
- орден «Знак Почёта» (1939)
- медали, в том числе «За оборону Ленинграда»